# (5233) Nastès
(5233) Nastès est un astéroïde troyen jovien.

## Description
(5233) Nastès est un astéroïde troyen jovien, camp troyen, c'est-à-dire situé au point de Lagrange L5 du système Soleil-Jupiter. Il présente une orbite caractérisée par un demi-grand axe de 5,150 UA, une excentricité de 0,044 et une inclinaison de 3,4° par rapport à l'écliptique.
Il est nommé en référence à un personnage de la mythologie grecque nommé Nastès, frère d'Amphimaque, tous deux tués par Achille lors du conflit légendaire de la guerre de Troie.

## Compléments